# Угода про співробітництво у сфері безпеки між Україною та Сполученим Королівством Великої Британії і Північної Ірландії
Безпекова угода між Україною та Великою Британією (англ. UK-Ukraine Agreement on Security Co-operation), повна назва Угода про співробітництво у сфері безпеки між Україною та Сполученим Королівством Великої Британії і Північної Ірландії (англ. Agreement on Security Co-operation between the United Kingdom of Great Britain & Northern Ireland and Ukraine) — міжнародна угода, укладена 12 січня 2024 року між Україною та Великою Британією про гарантії безпеки Україні, яка передбачає обмін розвідувальними даними, медичну та військову підготовку, а також оборонно-промислове співробітництво. Документ підписано президентом України Володимиром Зеленським та премʼєр-міністром Великої Британії Ріші Сунаком. Угода набуває чинності з моменту підписання та діє протягом 10 років із можливістю продовження.

## Передумови
Повномасштабне російське вторгнення в Україну супроводжується руйнацією української інфраструктури, погіршенням економіки та негативним впливом на демографію країни. Війна з РФ вимагає створення для України безпекових гарантій. Як приклади для створення оптимальної безпекової моделі для України розглядалися: економічне відновлення Південної Кореї і роль оборонної підтримки з боку США, а також безпекові моделі взаємодії США з Тайванем та Ізраїлем.
24 травня 2022 року оголошено про створення міжнародної консультативної групи, яка розроблятиме пропозиції щодо гарантій безпеки для України. Цю групу очолили спільно керівник Офісу Президента України Андрій Єрмак і екс-генеральний секретар НАТО Андерс Фог Расмуссен. 1 липня 2022 року відбулось перше засідання Групи з питань безпеки для України. 13 вересня 2022 року  співкерівники цієї групи презентували «Київський безпековий договір. The Kyiv Security Compact. Міжнародні гарантії безпеки для України: рекомендації». У запропонованих рекомендаціях зазначається, що здатність України захищатися від агресора є найсильнішою гарантією безпеки відповідно до статті 51 Статуту ООН, а гарантії мають бути політично та юридично обов’язковими для виконання на основі двосторонніх угод, які об’єднані в межах спільного документа «Київський безпековий договір».
12 липня 2023 року на саміті НАТО у Вільнюсі країни «Великої сімки» погодили Спільну декларацію підтримки України. Наразі до «гарантій безпеки» приєдналися 30 країн.
11 серпня 2023 року розпочались переговори України та Великої Британії на робочому рівні щодо двосторонньої угоди про надання безпекових гарантій. 12 січня 2024 року Велика Британія стала першою країною, яка уклала фінальну угоду.

## Підписання угоди

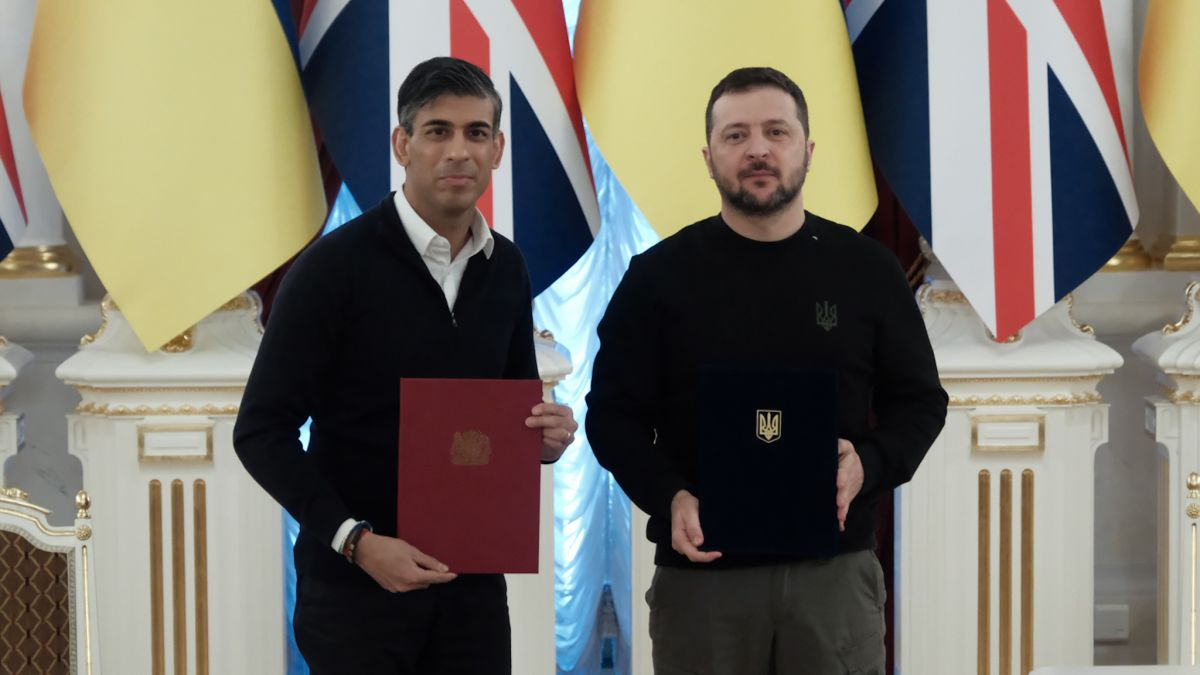
Ріші Сунак та Володимир Зеленський на підписанні угоди у Києві

Україна та Велика Британія уклали безпекову угоду 12 січня 2024 року під час візиту премʼєр-міністра Ріші Сунака до Києва. Президент Володимир Зеленський назвав угоду «безпрецедентною та історичною».

| Якби такі гарантії були досягнуті у 1991 році, зокрема з Британією, то війна б не почалася. |
| — Володимир Зеленський                                                                      |

Також Велика Британія оголосила про найбільший пакет оборонної допомоги Україні з початку широкомасштабної війни на суму 2,5 мільярда фунтів стерлінгів (понад 3 млрд доларів). Зеленський дякував Ріші Сунаку та народу Британії за поставку ракет Storm Shadow, комплексів NLAW та танків, а також нагородив його Орденом Свободи.

## Основні положення
Документ формалізує підтримку, яку Велика Британія надавала і надалі надаватиме Україні у сфері безпеки, включаючи обмін розвідданими, кібербезпеку, медичну та військову підготовку, а також оборонно-промислове співробітництво. Також документ містить низку пунктів двосторонньої співпраці у військовому та цивільному напрямках. 
Угода набуває чинності з моменту підписання та діє протягом 10 років із можливістю продовження. У документі вказано, що Велика Британія продовжуватиме надавати підтримку Україні до 2034 року.

## Зобов'язання
Основними компонентами зобов'язань з безпеки, наданих Україні Великою Британією у цьому документі, є:
- надання Україні всебічної допомоги для захисту та відновлення територіальної цілісності у її міжнародно визнаних кордонах, включаючи територіальне море та вільну економічну (морську) зону, відновлення національної економіки та захисту її громадян;

- запобігання та активне стримування та протидія будь-якої військової ескалації та/або нової агресії з боку РФ;

- підтримка майбутньої інтеграції України до євроатлантичних інститутів, зокрема шляхом підтримки планів реформ України та сумісності зі стандартами НАТО.

## Міжнародна реакція
Посол США в Україні Бріджит Брінк, коментуючи безпекову угоду між Україною та Великою Британією, заявила, що Сполучені Штати також прагнуть підписати з Україною безпековий договір.
Колишній президент Росії та діючий заступник голови Ради Безпеки РФ Дмитро Медведєв пригрозив оголошенням війни Великій Британії, якщо британці розмістять в Україні військовий контингент.